# Фетяска алба
Фетяска алба (на румънски: Fetească Albă) е винен сорт грозде, с произход от Румъния и Молдова. Разпространен е и в Североизточна България, Чехия, Словакия, Украйна и Унгария.
Фетяска алба е рано зреещ винен сорт. Гроздето му узрява в края на август. Има силен растеж, добра родовнтост и среден добив. Развива се добре в хладни райони върху леки почви на хълмисти терени с добро изложение. Нормален добив дава след 5—6-годишна възраст, като се оставят 3 – 4 плодни пръчки. Чувствителен е на гниене.
Грозд – малък, цилиндрично-коничен, понякога с крила, полусбит до сбит. Дръжката е средно дълга, тънка, вдьрвесинена в основата, крехка. Зърно – дребно, сферично, зеленикавожълто, прозрачно, с голямо пъпче и дребни точици. Ципата е тънка, жилава. Месото е сочно, с хармоничен вкус.
От него се получават качествени бели трапезни вина и шампански виноматериали.